# Аюк Табе, Джулиус
Си́су Джули́ус Аю́к Та́бе (англ. Sisiku Julius Ayuk Tabe; род. 2 мая 1965, Кембон, Федеративная Республика Камерун) — один из лидеров амбазонских движений за независимость, первый президент Федеративной Республики Амбазония.

## Биография

### Жизнь до англоязычного кризиса
Аюк Табе родился 2 мая 1965 года в деревне Кембон, департаменте Манью Южного Камеруна. Имеет учёную степень и является инженером в области информационных технологий. Некоторое время работал в электротехнической компании SONEL, где занимался оптимизацией энергообеспечения региона Адамава, повысив энергооптимизацию на 16%, а также созданием и поддержкой приложения для работы с клиентами. Работал в качестве менеджера академии Cisco, управляя в течение этого время 23 отделениями и программами в западной и центральной Африке, пока не устроился на работу в Американский университет Нигерии, где получил должности директора по информационным технологиям, ICT, ассистента вице-президента АУН по цифровым услугам, маркетингу и отбору кадров. В качестве эксперта по информационным технологиям, добровольно спроектировал и разработал приложение для совета GCE Камеруна для автоматизации проверки и обработки государственных экзаменов. Также работал мотивационным спикером на некоторых международных конференциях. Со своей женой учредил благотворительный фонд АюкТабе (АТАВ), который успел поучаствовать в инициативе миротворцев Адамавы. Его академия в лагере беженцев Будумбура в Гане получила международную награду академии «Несмотря ни на что» в Европе. Был малым предпринимателем и владел фермой, площадью в 40 Га с 28 наёмными рабочими, но после военной операции Камеруна, 29 сентября 2017 года, ферма была разорена и заброшена.

### Президентство
Был избран на пост президента Амбазонии 1 октября 2017 года, когда Объединённый Фронт Южно-Камерунского Консорциума Амбазонии и Национальный Совет Южного Камеруна сформировали Временное правительство Амбазонии и провозгласили Федеративную Республику Амбазония. К этому времени, боевые действия на территории самопровозглашённого государства происходили уже как минимум три недели. Сначала позиции Табе, а равно и Временного Правительства крепко держались на гражданском неповиновении и деятельности, направленной на международное признание Амбазонии, как это было с Южным Суданом, а не на военном противостоянии. Несмотря на это, ситуация активно эскалировалась вплоть до начала полноценной войны самообразованных сил Амбазонии с вооружёнными силами Камеруна.
Президентство окончилось в январе 2018 года, когда Аюк Табе был арестован на территории Нигерии и экстрадирован в Камерун.

### Суд и пожизненное заключение
После ареста Аюк Табе и других лидеры кабинета Неро-10, последние провели 10 месяцев в штаб-квартире жандармерии Камеруна, а затем были переведены в тюрьму строгого режима в Яунде.  Рассмотрение дела в суде началось 6 декабря 2018 года военным трибуналом г. Яунде. Когда его имя и национальность были оглашены в зале суда, тот отказался от камерунского гражданства, а другие деятели его правительства последовали тому же примеру.  Отказ от камерунского гражданства привёл к тому, что рассмотрение дела было отложено в связи с юридическими проблемами рассмотрения его дела, так-как он более не был гражданином данного государства.
В январе 2019 года адвокат Табе заявил, что его клиент готов вести переговоры напрямую с президентом Камеруна Полем Бийей при условии, что переговоры будут проходить за пределами Камеруна. Были выдвинуты три предварительных условия: прекращение огня, освобождение всех арестованных и всеобщая амнистия.
В марте 2019 года нигерийский суд признал его арест и депортацию незаконными и постановил вернуть его и еще 68 человек в Нигерию и выплатить компенсацию. После этого постановления Табе и другие лидеры Амбазонии выступили с совместным заявлением под названием «Протокол о свободе Амбазонии», в котором они взяли на себя девять обязательств, включая равенство между племенами, равенство женщин, равную долю богатств земли, уважение права человека, проявляя солидарность с другими народами, находящимися в аналогичной ситуации, и борясь, сколько бы времени ни потребовалось, для достижения независимости.  27 апреля Табе и девять других обвиняемых амбазонских лидеров объявили, что начнут бойкотировать судебные заседания, настаивая на том, чтобы дождаться, пока апелляционный суд центрального региона решит, должны ли они быть возвращены в Нигерию.
2 мая в противоречивом документе, подписанном Аюком Табе, говорилось, что временный кабинет под руководством Сако был распущен, а его собственный кабинет до ареста восстановлен. В документе выражается признательность за работу, проделанную кабинетом под руководством Сако с февраля 2018 года, но подчеркивается, что внутренние распри сделали его непригодным для существования. Однако кабинет под руководством Сако отказался соблюдать декларацию, что привело к политическому кризису. В июне Совет по восстановлению Амбазонии объявил Аюку Табе импичмент за «предательское неправомерное поведение» и заявил, что у него больше нет полномочий выступать от имени Временного правительства ещё с момента его ареста.  Управляющий совет Амбазонии, традиционно соперник Временного Правительства, осудил импичмент и поддержал Аюка Табе.
В какой-то момент после своего ареста Табе обратился к бывшему парламентарию Социал-Демократического Фронта Вирбе Джозефу с просьбой взять на себя руководство революцией, дабы остановить политический кризис и поставить компромиссную, объединительную фигуру во главе правительства, но Вирбе отклонил данное предложение.
30 июля 2019 года Аюк Табе и девять других задержанных членов Временного Правительства заявили, что объявят голодовку в связи с исчезновением заключенных в центральной тюрьме Конденгуин и центральной тюрьме Буэа. Голодовка продлится до тех пор, пока их адвокаты не смогут установить местонахождение каждого исчезнувшего осужденного. Забастовка началась в полночь того же дня.
20 августа Аюк Табе и другие члены его правительства были приговорены к пожизненному заключению военным трибуналом Яунде. Ожидая такого исхода, сепаратисты пели в суде, пока оглашался приговор. Неделю спустя в письме, подписанном Аюком Табе, говорилось, что пожизненное заключение было не неудачей для сепаратистского дела, а скорее «подтверждением (их) самоопределения и притязаний на суверенный и свободный Южный Камерун».  В сентябре 2020 года апелляционный суд оставил приговор в силе.
Аюк Табе отклонил своё участие в Большом национальном диалоге по разрешению кризиса в Южном Камеруне, заявив, что «Поль Бийя не имеет права определять судьбу Амбазонии», однако он приветствовал освобождение Мориса Камто.
В январе 2020 года новоприбывшие заключенные ворвались в камеры Аюка Табе и девяти других арестованных, похитив их еду и деньги. Аюк Табе и остальные пострадавшие обвинили администрацию тюрьмы в соучастии и бездействии, а также заявили, что существовал заговор с целью давления на оных.
В июле 2020 года официальные лица Камеруна встретились с Аюком Табе, чтобы обсудить прекращение огня. Аюк Табе перечислил три требования: всеобщая амнистия, вывод военных из англоязычных регионов и первый шаг в прекращении огня со стороны Поля Бийи.  Аюк Табе также потребовал, чтобы, если заключённых будут освобождать поэтапно, он будет одним из последних, кто будет освобождён.